# 吉上昭三
吉上 昭三（よしがみ しょうぞう、1928年2月27日 - 1996年1月28日）は、日本のロシア・ポーランド文学者、翻訳家。東京大学名誉教授。

## 生涯
大阪市出身。1951年早稲田大学露文科卒業後、ラヂオプレス通信社入社。1964年より1年間ポーランドに留学。1973年、東京大学教養学部講師、1975年、助教授。1980年、教授。1988年定年退官後、創価大学教授となる。1990年、ポーランドに関する総合文化誌「ポロニカ」を創刊。1991年、ポーランド功労黄金勲章。自宅の火事により焼死。
妻は児童文学者・内田莉莎子（父は洋画家・内田巌。祖父は評論家・内田魯庵）。息子は翻訳家の吉上恭太。

## 共著
- 『ポーランド語の入門』（木村彰一、白水社） 1973
- 『標準ポーランド会話』（ヘンルィク・リプシッツ、白水社） 1976

## 翻訳
- 『美の教育 子供に対する音楽・美術・舞踊の指導法』（ヴェ・エヌ・シャーツカヤ、理論社） 1955
- 『聖週間』（アンジェイェフスキー、恒文社、現代東欧文学全集7） 1966
- 『ばかあかい』（ゴンブロヴィッチ、工藤幸雄共訳、集英社、世界文学全集） 1967
- 『台所の太陽 / スカリシェフの教会』（イヴァシュキェヴィッチ、木村彰一共訳、恒文社、現代東欧文学全集） 1967
- 『根つけ綺譚』（アナトーリ・ルイバコフ、勁草書房、新しいソビエトの文学） 1968
- 『祖国へのマズルカ ショパンの生涯』（ブロシュキヴィチ、学習研究社） 1969
- 『トラストD・E』（エレンブルグ、早川書房、世界SF全集） 1970
- 『宇宙少年イオン』（ブロシュキェヴィチ、学習研究社） 1971
- 『尼僧ヨアンナ』（イヴァシュキェヴィッチ、関口時正共訳、学習研究社、世界文学全集） 1978
- 『燈台守』（シェンキェヴィチ、新日本出版社、世界短編名作選） 1979
- 『クオ・ヴァディス』（シェンキェヴィッチ、旺文社文庫 全2巻） 1980

### スタニスワフ・レム
- 『星からの帰還』（スタニスワフ・レム、集英社） 1968、ハヤカワ文庫 1977
- 『宇宙創世記ロボットの旅』（スタニスワフ・レム、村手義治共訳、集英社） 1973、ハヤカワ文庫 1978
- 『枯草熱』（スタニスワフ・レム、沼野充義共訳、サンリオSF文庫） 1979
- 『レムの宇宙カタログ』（スタニスワフ・レム、F・ロッテンシュタイナー編、深見弾共訳、大和書房）1981